# Cámara de Industrias y Producción de Ecuador
La Cámara de Industrias y Producción de Ecuador (CIP) es una institución gremial que representa a 55 sectores productivos que en conjunto generan más de 150.000 empleos directos. La CIP tiene sede en Quito, Ecuador. Desde julio de 2018, el presidente ejecutivo de la Cámara es el doctor Pablo Zambrano Albuja.
La CIP apoya al desarrollo técnico de varios sectores económicos de Ecuador, participa en la construcción de políticas públicas, impulsa la integración regional, el análisis de los temas de interés nacional y la generación de iniciativas sociales.
La Cámara de Industrias y Producción cuenta con seis direcciones: Dirección Jurídica, Dirección Técnica, Dirección de Ambiente y Seguridad Industrial, Dirección de Relaciones Institucionales, Dirección Administrativo y Financiera y Comunicación.

## Historia
En 1936, luego de una crisis económica originada por la debacle en la producción cacaotera y de la llamada “Guerra de los 4 días” en Ecuador; se convocó por decreto presidencial a las empresas provinciales a conformar entidades gremiales que fomentaran la producción y coadyuvaran a remediar la crisis económica del país.
A partir de ahí, 17 representantes de las industrias textil, harinera, cuero, tabacalera, cervecera, fideos y galletas, maderera, minera, entre otras; se organizan para dar vida a la Cámara de Industriales de la Provincia de Pichincha, que fue concebida para velar por el desarrollo de la industria nacional propiciando las condiciones más idóneas para la producción y contribuyendo al mejoramiento de vida de los ecuatorianos.
En el año 2009, la Cámara reformó sus estatutos, dejando de ser una entidad gremial provincial y convirtiéndose en una institución de cobertura nacional, cambio que le dio la denominación de Cámara de Industrias y Producción.

## Autoridades
Presidente Ejecutivo - Dr. Pablo Zambrano (Gestión 2018 – 2020)
Vicepresidenta Ejecutiva - Ec. Carla Muirragui (Gestión 2018 – 2020)

## Hitos importantes

### Liderazgo femenino en el desarrollo empresarial
La Cámara de Industrias y Producción, junto al Banco Interamericano de Desarrollo (BID) e Ipsos, y con el apoyo de instituciones no gubernamentales y privadas, presenta el encuentro Liderazgo Femenino en el mundo laboral, en el cual se analizará los marcos de igualdad de oportunidades en el ámbito laboral y las posibilidades de crecimiento que tienen las mujeres, como actores fundamentales para el desarrollo. Este evento se ajusta al quinto Objetivo de Desarrollo Sostenible que enfatiza en la necesidad  de igualdad entre los géneros (enlace roto disponible en Internet Archive; véase el  historial], la  primera versión] y la  última])..

### Richard Martínez asume la Presidencia del Comité Empresarial Ecuatoriano
Desde este 30 de noviembre de 2015, el Comité Empresarial Ecuatoriano cuenta con un nuevo Presidente: el Ec. Richard Martínez, quien asumirá estas funciones durante un año, etapa en la que, según dijo, trabajará para consolidar el posicionamiento del Comité como un partner estratégico del desarrollo y crecimiento del país.
Adicionalmente, en el discurso de posesión, Martínez mencionó que, a partir del apoyo de todos los sectores productivos que forman parte del CEE, velará por la estabilidad económica, dolarización, sistema financiero, competitividad del sector exportador y estabilidad normativa. Además mantendrá los canales de diálogo con las autoridades, como mecanismo para viabilizar soluciones a la compleja situación económica que vive el país, y con más actores que permitan acercar posiciones para efectivizar acuerdos mínimos.

### Cuestionarix.com recibe Premio Inspira por sus propuestas socialmente innovadoras
La Cámara de Industrias y Producción (CIP), junto con Impaqto Quito y el apoyo de organizaciones no gubernamentales y privadas; instituciones públicas y académicas, entregó la primera edición del Premio Inspira a la Innovación Social a Cuestionarix.com; propuesta en línea de jóvenes ecuatorianos, que cumplió con los criterios de selección estipulados por el World Economic Forum, prepara a los estudiantes para rendir exámenes de ingreso a la universidad. De esta manera, se fomenta el desarrollo de iniciativas de mercado que contribuyen a la solución de problemas sociales.
En este contexto de innovación, Cuestionarix.com es una idea que, desde sus inicios, fue concebida con el fin de ayudar a estudiantes que no cuentan con los recursos para ingresar a programas preuniversitarios. El bajo costo, la interactividad y la personalización de la plataforma son sus principales diferenciales. De este modo, el proyecto busca enviar sus contenidos, de manera inmediata, a sectores donde la población no está acostumbrada a recibir este tipo de apoyo académico. La plataforma está en la red desde marzo de 2014.

### La Cámara de Industrias y Producción conmemora 79 años de vida institucional
La Cámara de Industrias y Producción (CIP) celebró su septuagésimo noveno aniversario, en la Casa de la Música. El eje temático del encuentro fue “El rol de la Empresa y el Estado para fomentar la competitividad en el siglo XXI”. El expositor fue Xavier Sala i Martin, autor y padre intelectual del prestigioso Índice de Competitividad Global del World Economic Forum. 
Ec. Richard Martínez, Presidente Ejecutivo de la CIP, destacó la gestión que deben realizar todos los sectores sociales para afrontar la situación que atraviesa el país, “si queremos evitar que se cristalice una crisis económica, que atente contra la calidad de vida de los ecuatorianos, no hay margen para el método de prueba y error”. Asimismo, indicó la necesidad del diálogo para la consecución de objetivos comunes, “debemos decidir si nuestro país transita por la vía de la confrontación o la concertación. Creo firmemente que el consenso y la unidad nacional deben ser nuestro norte”.

### XII Congreso Industrial del Ecuador
El Ministro de Industrias y Productividad, Dr. Eduardo Egas, de las manos del Ec. Richard Martínez, Presidente de la Federación de Cámaras de Industrias del Ecuador; y del Ing. Francisco Alarcón, Presidente de la Cámara de Industrias de Guayaquil, recibió un diagnóstico del entorno para empresas sostenibles en Ecuador y una propuesta de agenda de trabajo público-privada que incentive el progreso empresarial.Los dos líderes gremiales expusieron algunos de los planteamientos. El Ec. Martínez puso sobre la mesa las ideas sobre el entorno normativo y destacó que se deben enfocar las políticas público-privadas de una manera que permitan fortalecer la productividad y competitividad, considerando una moratoria normativa y una reducción de la tramitología. En términos del entorno macroeconómico, dijo que es imprescindible garantizar el esquema monetario, la producción y el empleo, a través de la eficiencia y optimización del gasto público, reduciendo el tamaño del Estado y generando mecanismos específicos para entregar más liquidez a la economía.

### Celebración del 78 aniversario
En el 2014, la Cámara de Industrias y Producción (CIP) celebró su septuagésimo octavo aniversario de fundación. Participó el Dr. Ricardo Hausmann, quien expuso su experiencia en torno a la "Competitividad como herramienta para el cambio de matriz productiva y la inclusión social. Desafíos para el Estado y la Empresa". En este encuentro, la CIP recibió la Mención de Honor "Marieta de Veintimilla" por parte del Municipio de Quito.

### I Foro Internacional
En octubre de 2014 la Cámara de Industrias y Producción realizó el Foro Internacional “Competitividad como herramienta para el Cambio de Matriz Productiva y la inclusión social. Desafíos para el Estado y la Empresa”, en el marco de su 78.º Aniversario. El expositor principal fue el Dr. San Gee, Vicepresidente de TAITRA. Este foro tuvo por objetivo impulsar el diálogo entre el sector público y privado para el reto del Cambio de la Matriz Productiva que supone producir más, producir mejor y producir cosas nuevas. En el evento participaron autoridades del sector público como el alcalde de Quito Mauricio Rodas, personalidades del sector académico y privado. Al finalizar el encuentro, surgió el compromiso gubernamental de crear incentivos necesarios para que se pueda invertir en empresas altamente innovadoras.

### Encuentro Público y Privado
El lunes 2 de marzo de 2015, Richard Martínez Alvarado, Presidente de la Cámara de Industrias y Producción, sostuvo un encuentro en el Palacio de Carondelet con el presidente de la República, Rafael Correa. El encuentro tuvo como objetivo dialogar sobre aspectos vinculados al comercio exterior y la productividad nacional. Además, el encuentro buscó incrementar la inversión privada de cara al fortalecimiento y crecimiento económico del país.
Richard Martínez explicó a los medios de comunicación que el principal objetivo que tenía, como representante del sector empresarial ecuatoriano, era explicar al presidente Correa que la inversión privada puede aportar para mantener los logros alcanzados hasta ahora; que la inversión pública puede concentrarse en salud, educación, vivienda, etc., y que la inversión privada puede tomar la posta en otros sectores.

### Asamblea General Ordinaria 2015
Luego del proceso electoral desarrollado el 26 de febrero para elegir nueva Junta Directiva de la Cámara de Industrias y Producción, se convocó a Asamblea General Ordinaria. Durante la Asamblea, el presidente ejecutivo Richard Martínez dio a conocer el Informe anual de gestión de la institución.
Entre los logros alcanzados por la Cámara durante la gestión 2014-2015 destaca la reversión de aspectos importantes del Código Orgánico Monetario y Financiero, normativa que entró en vigencia en julio de 2014. Se llevaron a cabo encuentros con el ministro de Trabajo, Carlos Marx; con el Secretario Jurídico de la Presidencia, Alexis Mera, que permitieron aportar positivamente a la Reforma Laboral. Durante 2013, la CIP publicó un estudio que identifica las normas que afectan al sector productivo en Ecuador. Uno de los hallazgos fue que se han publicado 2034 normas al año. La CIP también lideró la posición del sector empresarial frente al reto del reglamento etiquetado de alimentos procesados.

## Premios
Fomento a la Producción: Este reconocimiento, histórico de la CIP, se entrega a la empresa que más de destaque por sus prácticas en pos del desarrollo, crecimiento económico y buenas prácticas empresariales.
2017 - Industria Harinera
El Talento No Tiene Género: Esta es una iniciativa entre WPC, Women for Women y la CIP, donde se premia a las empresas que practican e incentivan comportamientos y políticas empresariales, para promover la igualdad de género en todos los niveles de organización. 
2017
Ganador empresa nacional: Banco de Guayaquil
Ganador empresa internacional: Schlumberger
2016
Ganador: Pfizer
Inspira: Este es un reconocimiento al emprendedor que, con sus proyectos, contribuyan a la construcción de un mejor país, basado en proyectos efectivos que transformen positivamente la sociedad. Se lo hace en asociación con Impaqto.
2017
Ganador tercera edición: Poliestudios
2016
Ganador segunda edición: FUI Reciclado
2015
Ganador primera edición: Cuestionarix.com